# 고타정
고타정(일본어: 幸田町)은 일본 아이치현 중남부에 있는 누카타군의 정이다.
주부 공업단지를 포함해 많은 공업단지가 있고 자동차 관련 산업을 중심으로 제조업이 번성하고 있다.

## 지리
아이치현 중남부에 위치한다. 정의 동부와 남서부는 구릉이 계속되고 중앙부와 북부는 정명의 유래가 된 고다강을 따라서 평야가 펼쳐져 있다. 정의 동부에는 도보네산(441m)이 있다. 정의 일부는 예전에 하즈군 도요사카촌에 속해 있었고, 중심부의 호수와 늪은 1883년 이후의 간척에 의해 논 등으로 바뀌었다.

## 역사
1906년에 누카타군의 3개 촌이 합병했다. 이때 이곳을 흐르는 고다강(広田川)의 이름을 따서 고다촌(広田村)으로 한 것이 고타의 시작이다. 1908년에 도카이도 본선의 역이 설치되었지만 히로타역(広田駅)이 벌써 존재하고 있었기 때문에 동음의 고다역(幸田駅)이 설치되었다. 후에 이것에 맞추어 고다촌(幸田村)으로 개칭하였다.
1952년 4월 1일에 정으로 승격해 고다정이 되었다. 1954년 8월 1일에는 서쪽의 하즈군 도요사카촌과 합병했다. 이때 정명을 "고다"에서 "고타"로 고쳤지만 역명은 개칭하지 않고 현재도 "고다"인 채로 유지되고 있다. 헤이세이 시정촌 대합병 시기에 오카자키시와 합병 협의를 했지만 결렬되어 2006년에 누카타정만 오카자키시와 합병했고 현재 누카타군은 고타정 1개 정만 속한다.

## 인구
| 연도 | 인구   | ±%     |
| ---- | ------ | ------ |
| 1940 | 12,157 | —      |
| 1950 | 16,994 | +39.8% |
| 1960 | 16,467 | −3.1%  |
| 1970 | 20,456 | +24.2% |
| 1980 | 26,163 | +27.9% |
| 1990 | 31,004 | +18.5% |
| 2000 | 33,408 | +7.8%  |
| 2010 | 27,933 | −16.4% |

## 교통

### 철도
- 도카이 여객철도 도카이도 본선

### 도로
- 국도 23호선
- 국도 248호선